# Deopalpus aldrichi
Deopalpus aldrichi là một loài ruồi trong họ Tachinidae.